# Lista de embaixadores indicados por Joe Biden
Esta é uma lista de Embaixadores dos Estados Unidos nomeados por Joe Biden, o 46º Presidente dos Estados Unidos.
Mediante seus compromissos de campanha presidencial ao longo de 2019 e 2020, Biden comprometeu-se a indicar embaixadores que fossem diplomatas de carreira no Serviço do Exterior ao contrário de seu antecessor, Donald Trump, que deu preferência a funcionários públicos de outros setores do governo federal estadunidense. A política externa da Administração Biden tem como foco restaurar a liderança diplomática dos Estados Unidos em assuntos de interesse global. 
Até 2 de maio de 2023, 144 nomes indicados por Biden foram confirmados pelo Senado dos Estados Unidos para assumirem postos diplomáticos em todo o mundo. Há paralelamente 49 nomes indicados em avaliação pelo Senado e 7 postos diplomáticos sem indicados.

## Embaixadores dos Estados Unidos (Administração Biden)
- Indicação de Embaixador ainda não encaminhada ao Senado.
- Indicação de Embaixador ainda não confirmada pelo Senado.
- Indicação de Embaixador confirmada pelo Senado.

### Américas
| País              | Cargo      | Indicado                 | Data                   | Data de retorno | Ref.  |
| ----------------- | ---------- | ------------------------ | ---------------------- | --------------- | ----- |
| Antígua e Barbuda | Embaixador | Roger F. Nyhus           | 20 de setembro de 2022 | —               | [ 1 ] |
| Argentina         | Embaixador | Marc Stanley             | 24 de janeiro de 2022  | Incumbente      | [ 1 ] |
| Bahamas           | Embaixador | Calvin Smyre             | 13 de maio de 2022     | —               | [ 1 ] |
| Belize            | Embaixador | Michelle Kwan            | 5 de dezembro de 2022  | Incumbente      | [ 2 ] |
| Brasil            | Embaixador | Elizabeth Frawley Bagley | 3 de fevereiro de 2023 | Incumbente      | [ 3 ] |
| Canadá            | Embaixador | David L. Cohen           | 7 de dezembro de 2021  | Incumbente      | [ 1 ] |
| Chile             | Embaixador | Bernadette Meehan        | 30 de setembro de 2022 | Incumbente      | [ 1 ] |
| Colômbia          | Embaixador | Jean Elizabeth Manes     | 3 de janeiro de 2023   | Incumbente      | [ 1 ] |
| Costa Rica        | Embaixador | Cynthia Telles           | 11 de março de 2022    | Incumbente      | [ 4 ] |
| Equador           | Embaixador | Arthur W. Brown          | 19 de agosto de 2022   | —               | [ 1 ] |
| El Salvador       | Embaixador | William H. Duncan        | 2 de fevereiro de 2023 | Incumbente      | [ 1 ] |
| Guatemala         | Embaixador | Tobin John Bradley       | 20 de abril de 2023    | —               |       |
| Guiana            | Embaixador | Nicole D. Theriot        | 7 de setembro de 2022  | —               |       |
| Honduras          | Embaixador | Laura Farnsworth Dogu    | 12 de abril de 2022    | Incumbente      | [ 5 ] |
| Jamaica           | Embaixador | N. Nick Perry            | 13 de maio de 2022     | Incumbente      | [ 6 ] |
| México            | Embaixador | Ken Salazar              | 14 de setembro de 2021 | Incumbente      |       |
| Nicarágua         | Embaixador | Hugo F. Rodriguez        | 29 de setembro de 2022 | Incumbente      |       |
| Panamá            | Embaixador | Mari Aponte              | 21 de novembro de 2022 | Incumbente      |       |
| Paraguai          | Embaixador | Marc Ostfield            | 9 de março de 2022     | Incumbente      |       |